# HMS Exeter (68)
El HMS Exeter (68) fue un crucero pesado de la Real Marina Británica (Royal Navy), perteneciente a la clase York que sirvió entre el período de la preguerra y la Segunda Guerra Mundial.

## Diseño

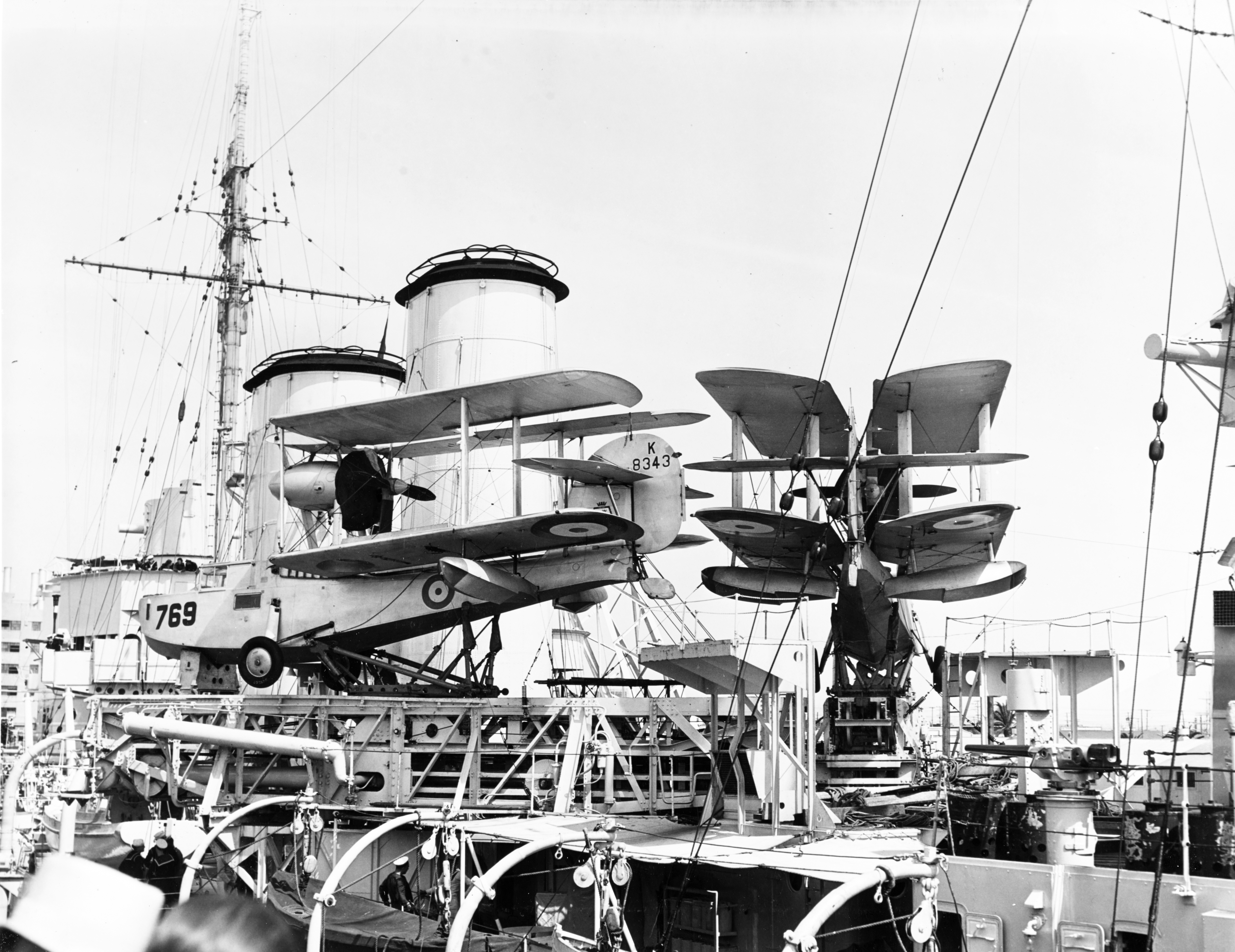
Supermarine Walrus en sus catapultas a bordo del HMS Exeter en 1930.

Al igual que su gemelo, el HMS York, adolecía de deficiencias de blindaje que lo hacían vulnerable a los ataques de bombarderos en picado, era de chimeneas rectas, puente más achatado que su cuasi gemelo, elevados mástiles y de tránsito poco expedito en cubierta debido a sus masivas instalaciones en la cubierta principal. Poseía un solo timón compensado, una velocidad aceptable de 32 nudos gracias a su combinación de calderas y turbinas que le proporcionaban 80 000 Cv que eran transmitidos a cuatro propelas. Se le dotó de 2 hidroaviones originalmente con sus catapultas y más tarde reducido a solo un Supermarine Walrus en 1939. 

## Historia
El HMS Exeter (68) fue ordenado en 1927 y puesto en grada en 1928 en los astilleros de Devonport, en Plymouth, Devonshire. 
Botado en 1929 y asignado en 1931, fue destinado a servir en la 8ª división de Sudamericana del Sur y en las Indias Orientales. 
Participó en la Crisis de Abisinia entre 1935 y 1936 repatriando o reubicando súbditos de la corona.
A principios de 1939, el crucero se encontraba en las costas de Chile, cuando ocurrió el Terremoto de Chillán. Su tripulación colaboró en la atención de las víctimas producidas en las ciudades de Concepción y Talcahuano, convirtiendo a la embarcación en una hospital de campaña, restableciendo comunicaciones a través de la antena del navío con la ciudad de Santiago de Chile y demoliendo construcciones con amenaza de caída, como lo fue la antigua Catedral de la Santísima Concepción. Actualmente como homenaje a la hazaña realizada por sus tripulantes, una calle en Concepción y otra en la comuna de Providencia, llevan el nombre de Exeter y Crucero Exeter respectivamente.

### Batalla del Río de la Plata
En los primeros meses de la Segunda Guerra Mundial, a principios de diciembre de 1939, mientras estaba al mando del capitán Walter Napier Thomason Beckett, formó parte de la División G al mando del comodoro Henry Harwood, jefe del Grupo G.
La división además la conformaba el HMS Ajax, HMS Cumberland y HMS Achilles y tenía por fin el detectar y hundir a un corsario alemán que merodeaba en la zona de Cabo de Buena Esperanza, que había significado el hundimiento de un total de 55 000 t en buques.
A principios de diciembre se destacó al HMS Cumberland a las islas Malvinas para reparaciones y descanso, este navío recibió la noticia de que un carguero británico, el Doric Star había sido hundido en aguas frente al África occidental y posteriormente en el Índico, al petrolero África Shell, lo que suponía la presencia de uno de los acorazados de bolsillo alemanes en las inmediaciones. Estos podían ser el Lutzow, el Admiral Sheer o el Graf Spee de quien no se tenía noticias desde antes de la apertura del conflicto. 
El Almirantazgo intuyó que dicho hundimiento pretendía distraer a fuerzas inglesas hacia ese sector y que el enemigo cruzaría el Atlántico en contrario, dedujo que este podría establecer un nuevo teatro de operaciones en la costa sudamericana, por lo que se designó a la Fuerza G del comodoro Harwood para que se dirigiera a la zona donde era más probable que se encontrara el buque enemigo.
En la mañana de 13 de diciembre de 1939, es avistado a 200 millas de las costas brasileñas al navío alemán y se empieza un combate y persecución que termina frente a la desembocadura del Río de la Plata en aguas jurisdiccionales uruguayas, la formación inglesa fue detectada por el Graf Spee al mando del capitán Hans Langsdorff quien supuso por error que se trataba de la escolta de un convoy y avanzó para atacar y cumplir su misión de hundir mercantes. Pero a medida que avanzaba sus directores de tiro identificaron como cruceros ligeros y un crucero pesado a los componentes de la formación y pronto Langsdorff cayó en la cuenta de que podría ser una avanzadilla inglesa y por lo que dio órdenes de invertir el rumbo y alejarse a la máxima velocidad antes de ser avistado.
La flotilla de Harwood detectó al acorazado de bolsillo cuando este intentó dar la vuelta, ya que un penacho de humo delató al acorazado alemán en la maniobra de evasión. La maniobra de envolvimiento en abanico que realizó la formación inglesa lo obligó a entrar en combate. Hans Langsdorff decidió entonces entrar en combate y eliminar uno a uno a los buques enemigos uno a uno empezando por el mejor artillado, el HMS Exeter con sus cañones de 203 mm. 
A menos de 15 000 m, los disparos del Graf Spee y del HMS Exeter se cruzaron alcanzando este último al acorazado de bolsillo con disparos que causaron daños menores en la proa y en el mástil torre. Pero como vuelta de mano se abatió sobre el escasamente blindado crucero inglés una andanada de 280 mm y luego por sobre unos 60 impactos recibidos, silenciaron 5 de sus 6 piezas causando la ruina en las torres delanteras y el puente lo que lo obligó a retirarse cubriéndose con una densa nube de humo gracias a que sus máquinas estaban intactas.
El Graf Spee también dio cuenta del HMS Achilles a quien dañó en menor grado que al HMS Exeter. Este tuvo que ser enviado a las islas Malvinas para reparaciones de emergencia y desde allí a Davenport. Sin embargo, los daños menores provocados por el HMS Exeter al Graf Spee sumados a los realizados por el Achilles y el Ajax resultarían ser más graves a juicio del comandante Langsdorff de lo que él suponía obligando al Graf Spee a dirigirse al puerto de Montevideo en Uruguay para efectuar reparaciones.
El HMS Exeter se dirigió a las Malvinas para reparaciones de emergencia y desde allí posteriormente a Devonport para reparaciones mayores que durarían 14 meses.
Terminadas las reparaciones y dado que su capitán W.T Beckett falleció en un hospital en suelo inglés a causa de las heridas recibidas en combate y complicaciones posteriores. Fue reemplazado en el mando por Oliver Gordon.

### Frente del Pacífico

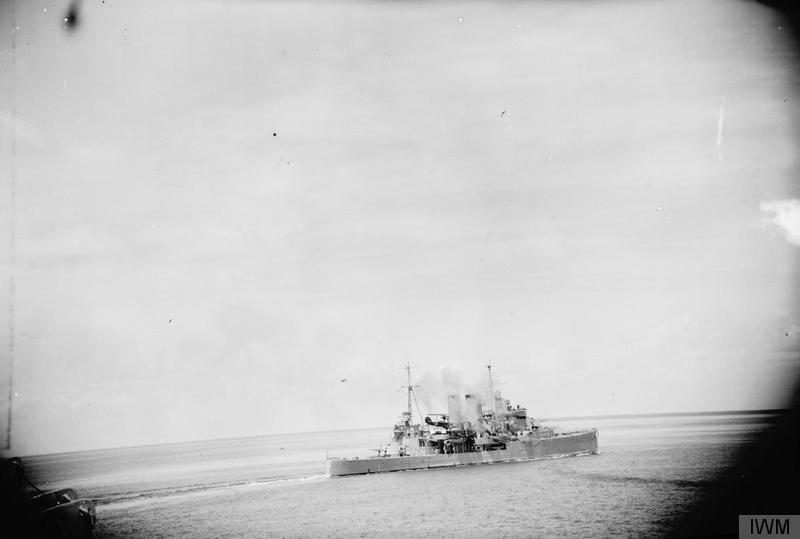
El HMS Exeter haciendo uso de su artillería antiaérea en el estrecho de Bangka (15-02-1945)

El HMS Exeter fue de nuevo dado de alta y enviado al frente del Pacífico recién abierto en diciembre de 1941 como integrante de la fuerza ABDACOM destinada a la defensa de las Indias Orientales Neerlandesas frente a la invasión japonesa.
En febrero de 1942 llegó a Sumatra y atacó un convoy en el estrecho de Bangka y el 27 de ese mismo mes tomó parte en la primera batalla del mar de Java donde es dañado por un impacto de 203 mm en sus calderas, pero logra llegar por sus medios a Surabaya para reparaciones de emergencia.

## Final

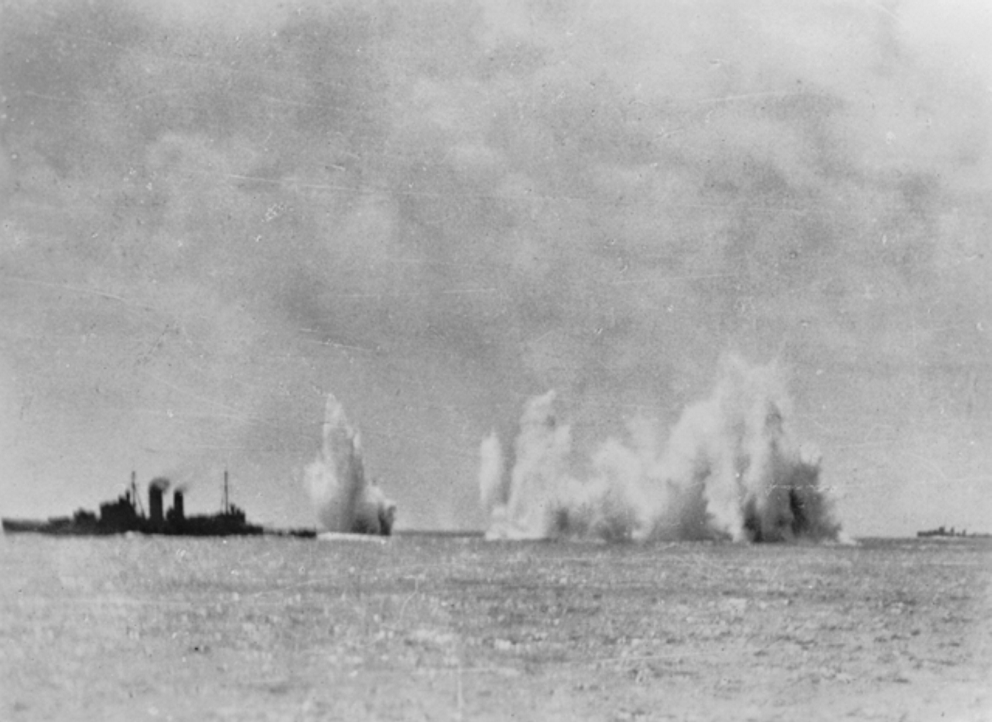
El HMS Exeter bajo ataque el 27 de febrero de 1942.

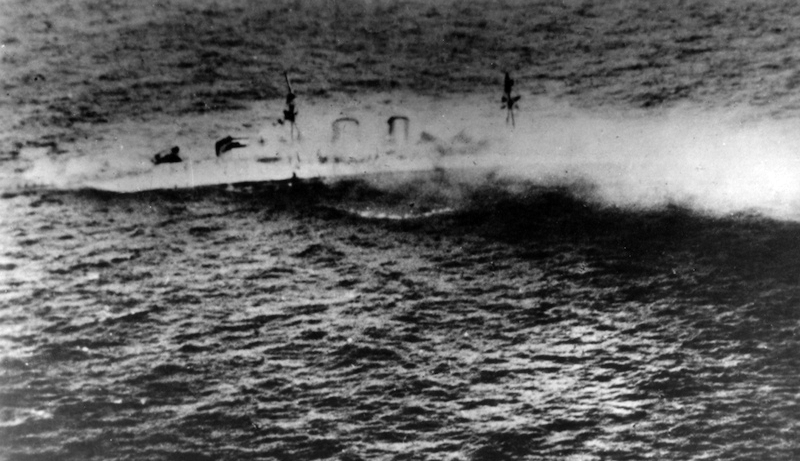
Hundimiento del HMS Exeter, foto tomada por los japoneses

El 29 de febrero de 1942, cuando alcanzaba junto a HMS Encounter y el USS Pope el estrecho de la Sonda, a 90 millas de la isla de Bawean por el lado indonesio, es interceptado por una fuerza de cruceros pesados japoneses al mando de Shōji Nishimura y es extensamente dañado por fuego de artillería y torpedos. 
El HMS Encounter es hundido y el USS Pope es averiado de poca gravedad. Un torpedo disparado al HMS Exeter por el Inazuma, que lo deja sin propulsión y es posteriormente atacado por aviones japoneses cuando ya se hundía, lo que sucedió tras volcar a estribor. El USS Pope fue hundido finalmente en la misma acción. El ataque japonés se cobró la vida de 150 marinos británicos.
Los miembros sobrevivientes de su tripulación, incluido su capitán Oliver Gordon, fueron capturados por destructores japoneses y enviados a campos de concentración en las islas Célebes donde permanecieron cerca de 42 meses antes de ser liberados en 1945.

## Pecio
En febrero de 2007 fueron descubiertos los restos del HMS Exeter,  se encuentran a 60 m de profundidad, descansa en una pieza sobre su costado de estribor, sus torretas principales así como piezas menores están en sus barbetas, aún conserva la chimenea trasera en su lugar y sus restos aunque muy oxidados son aún reconocibles.